# Tolo Tolo
Tolo Tolo is een Italiaanse komische film uit 2020 geregisseerd door Checco Zalone. Zalone schreef samen met Paolo Virzì het scenario, speelt de hoofdrol en schreef de filmmuziek.

## Verhaal
Checco is een dromer en een jonge ondernemer uit Apulië. Hij heeft een sushirestaurant geopend in zijn woonplaats Spinazzola maar gaat al na een maand failliet. Om aan de schuldeisers te ontsnappen emigreert hij naar Afrika. Daar gaat hij aan het werk als ober in een resort in Kenia. Wanneer er een burgeroorlog uitbreekt, gaat hij samen met zijn Afrikaanse vrienden aan boord voor een boottocht naar Europa. Hij wil echter niet terugkeren naar Italië maar wil naar Liechtenstein omdat daar het bankgeheim van kracht is en er ook een lagere belastingdruk is. 

## Rolverdeling
| Acteur            | Personage                     |
| ----------------- | ----------------------------- |
| Checco Zalone     | Pierfrancesco "Checco" Zalone |
| Souleymane Sylla  | Oumar                         |
| Manda Touré       | Idjaba                        |
| Nassor Said Birya | Doudou                        |
| Alexis Michalik   | Alexandre Lemaitre            |
| Antonella Attili  | Mrs. Lella                    |
| Barbara Bouchet   | Mrs. Inge                     |

## Productie
Tolo Tolo ging op 1 januari 2020 in première met een record dagopbrengst in Italië van 8,7 miljoen euro en brak daarmee het record van Quo vado? uit 2016, de film waarin Checco Zalone ook de hoofdrol speelde.